# ایسایاس آفورکی
ایسایاس آفورکی (به عربی: أسياس أفورقي) (به انگلیسی: Isaias Afewerki) (زاده ۲ فوریه ۱۹۴۶) رئیس‌جمهور وقت و اولین رئیس‌جمهور کشور اریتره از سال ۱۹۹۱ تا کنون است. وی همچنین رئیس مجلس ملی این کشور از سال ۱۹۹۳ است.
وی به رهبری جبهه آزادیبخش خلق اریتره (EPLF) در مه ۱۹۹۱، به مبارزه مسلحانه ۳۰ ساله برای آزادی، که در بین مردم اریتره به Gedli معروف است، پایان داد و دو سال بعد، پس از یک همه پرسی رئیس‌جمهور کشورش شد. او همچنین رهبر حزب حاکم جبهه خلق دموکراسی و عدالت است.
آفورکی قبلاً در چین آموزش‌های نظامی دیده است. وی در سال ۱۹۷۵رئیس کمیته نظامی EPLF و در سال ۱۹۷۷ معاون دبیر کل شد. هنگامی که یکی دیگر از جنگ داخلی اریتره در سال ۱۹۷۹ آغاز شد، آفورکی و EPLF که مخالف حزب ELF، در نهایت رژیم Derg سرنگون می‌کند و در سال ۱۹۹۱ در پی به دست آوردن استقلال اریتره، دو سال بعد در یک همه پرسی رسماً به عنوان رئیس‌جمهور این کشور انتخاب می‌شود.

## ناپدید شدن‌ها
ایسایاس آفورکی تاکنون پنج بار ناپدید شده است:
- نخستین بار در سال ۱۹۹۲ ناپدید شد؛ پطرس غالی، دبیر کل وقت سازمان ملل متحد به صورت ناگهانی در همین سال به اسمره سفر کرد و نتوانست با آفورکی دیدار کند. محمود شریفو معاون وقت آفورکی ناچار شد اعلام کند که وی به سبب ابتلا به بیماری مالاریا در یکی از بیمارستان‌های اسرائیل تحت درمان است.
- وی دومین بار در سال ۱۹۹۵، پس از آنکه نیروهای کشورش مجمع الجزایر حنیش، در دریای سرخ را اشغال کردند، ناپدید شد. این جزایر متعلق به کشور یمن بود و این کشور توانست در سال ۱۹۹۸، این جزایر را از اشغال اریتره باز پس بگیرد.
- آفورکی برای سومین بار در سال ۱۹۹۸ و در بحبوحه درگیری‌های مرزی با اتیوپی ناپدید شد.
- چهارمین مورد نیز به سال ۲۰۱۳ برمی‌گردد که آفورکی به شکل ناگهانی ناپدید شد و برخی از مخالفان وی و نیز کشورهای مجاور خبرهایی از درگذشت وی منتشر کردند اما به طور ناگهانی در تلویزیون اریتره حاضر شد و از خنثی شدن طرح کودتا در ۲۱ ژانویه ۲۰۱۳ خبر داد و کسانی را که مزدور آمریکا و اتیوپی نامید به تلاش برای اجرای طرح کودتا متهم کرد.
- پنجمین بار در ماه می ۲۰۱۵ بود. وی پس از پایان سفر به عربستان سعودی و اعلام خبر خروج وی از این کشور در خبرگزاری عربستان، ناپدید شد. او از ۲۸ آوریل ۲۰۱۵ ناپدید شد و در هیچ محفل رسمی یا رسانه‌ای دیده نشد.